# Paul Kühnle
Paul Kühnle (Stoccarda, 10 aprile 1885 – 28 dicembre 1970) è stato un calciatore tedesco, di ruolo difensore.